# Повернення мисливців за Павуком
«Повернення мислиців за Павуком» (англ. Return of the Spider Slayers) — четверта серія «Людини-павука» 1994 року, продовження серії "Мисливці за Павуком".

## Сюжет
КінгПін і Елістер Сміт створюють нових мисливців за Павуком. КінгПін хоче просто знищити супергероя, а Елістер — помститися за батька. Роботи викрадають Людину-павука і Джону Джеймсона. Елістер скріплює Джемсона і Павука наручниками з влаштованою в них бомбою. Нова "Чорна вдова" викидає їх у місті, але Людина павук їх рятує. На іншому кінці міста Едді Брок намагається влаштовується на роботу у іншу газету, але на нього нападає одна з "Чорних вдів". Людина-павук рятує його, але новий бос Брока звинувачує його у тому, що робот розтрощив редакцію і звільняє його. Розгніваний Едді клянеться знищити Людину-павука. Людина-павук звільняє Джеймсона з наручників. Він нагріває бомбу і кидає її у з'єднаного з іншими робота і втікає з місця подій. Пізніше, ввечері, Пітер знайомиться з племінницею подруги його тітки Анни Ватсон, Мері Джейн.

## У ролях
- Крістофер Деніел Барнс — Пітер Паркер/Людина-павук
- Лінда Гері — тітка Мей Паркер
- Роско Лі Браун — Вілсон Фіск/КінгПін
- Максвелл Колфілд — Елістер Сміт
- Нілл Росс — Норман Озборн
- Гері Імхофф — Гаррі Озборн
- Едвард Еснер — Джона Джеймсон
- Родні Сальсберрі — Джо «Роббі» Робертсон
- Генк Азарія — Едді Брок
- Патрік Лабіорто — Флеш Томпсон
- Дженніфер Гейл — Феліція Гарді
- Сара Баллантайн — Мері Джейн Ватсон